# Nicolas Vichiatto da Silva
Nicolas Vichiatto da Silva (Arapongas, 24 febbraio 1997) è un calciatore brasiliano, centrocampista del Ceará in prestito dall'América-MG.

## Caratteristiche tecniche
È un esterno mancino.

## Carriera
Cresciuto nelle giovanili dell'Atlético Paranaense, ha esordito in prima squadra il 23 giugno 2016 in occasione di un match pareggiato 0-0 contro la Chapecoense.

## Statistiche

### Presenze e reti nei club
Statistiche aggiornate al 17 marzo 2018.
| Stagione        | Squadra             | Campionato      | Campionato | Campionato | Coppe nazionali | Coppe nazionali | Coppe nazionali | Coppe continentali | Coppe continentali | Coppe continentali | Altre coppe | Altre coppe | Altre coppe | Totale | Totale | Totale |
| Stagione        | Squadra             | Comp            | Pres       | Reti       | Comp            | Pres            | Reti            | Comp               | Pres               | Reti               | Comp        | Pres        | Reti        | Pres   | Reti   |        |
| --------------- | ------------------- | --------------- | ---------- | ---------- | --------------- | --------------- | --------------- | ------------------ | ------------------ | ------------------ | ----------- | ----------- | ----------- | ------ | ------ | ------ |
| 2016            | Atlético Paranaense | A1/PR+A         | 0+15       | 0          | CB              | 1               | 0               |                    | -                  | -                  |             | -           | -           | 16     | 0      |        |
| 2017            | Atlético Paranaense | A1/PR+A         | 9+6        | 0          | CB              | 3               | 0               | CL                 | 0                  | 0                  |             | -           | -           | 18     | 0      |        |
| 2018            | Atlético Paranaense | A1/PR+A         | 6+0        | 1+0        | CB              | 0               | 0               | CS                 | 0                  | 0                  |             | -           | -           | 6      | 1      |        |
| Totale carriera | Totale carriera     | Totale carriera | 36         | 1          |                 | 4               | 0               |                    | 0                  | 0                  |             | -           | -           | 40     | 1      |        |